# Little Joe 6

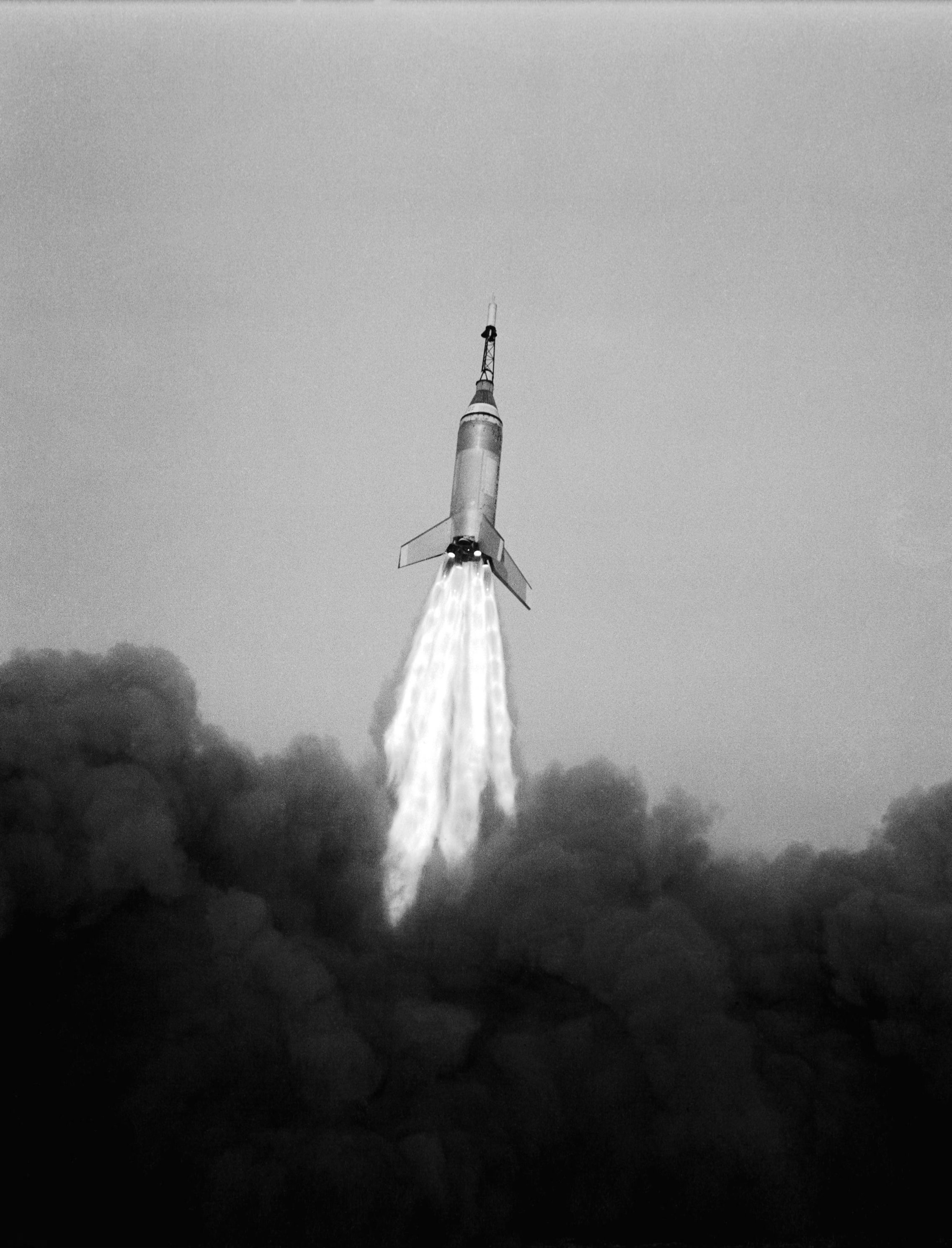
Lancio della Little Joe 6

Venne nominata Little Joe 6 la missione di collaudo del sistema di lancio e di salvataggio del veicolo spaziale Mercury, condotta quale parte dell'omonimo programma degli Stati Uniti d'America. Nella missione venne utilizzato un prototipo della capsula Mercury da usare nelle future missioni equipaggiate. Il lancio avvenne il 4 ottobre 1959 da Wallops Island in Virginia.
La Little Joe 6 raggiunse un apogeo di circa 59 chilometri percorrendo una distanza di circa 127 chilometri. La durata della missione fu di 5 minuti e 10 secondi. La velocità massima raggiunta fu di 4.948 km/h (3.075 mph) e l'accelerazione fu di 5,9 g corrispondente a 58 metri al secondo. Il peso totale del prototipo della capsula portata in volo fu di 1.134 kg.

## Statistiche
- Velocità massima raggiunta: 4.949 km/h (3.075 Mph)
- Accelerazione massima: 5,9 g  (58 m/s²)
- Apogeo: 37 mi - 59,5 km